# Ністорешть (комуна)
Ністорешть, Ністорешті (рум. Nistorești) — комуна у повіті Вранча в Румунії. До складу комуни входять такі села (дані про населення за 2002 рік):
- Биткарі (234 особи)
- Бредету (212 осіб)
- Валя-Нягре (32 особи)
- Ветрешть-Херестреу (372 особи)
- Ністорешть (408 осіб) — адміністративний центр комуни
- Поду-Шкіопулуй (360 осіб)
- Роминешть (314 осіб)
- Унгурень (223 особи)
- Феджету (173 особи)

Комуна розташована на відстані 161 км на північ від Бухареста, 39 км на захід від Фокшан, 111 км на північний захід від Галаца, 87 км на схід від Брашова.

## Населення
За даними перепису населення 2002 року у комуні проживали 2328 осіб.
Національний склад населення комуни:
| Національність | Кількість осіб | Відсоток |
| -------------- | -------------- | -------- |
| румуни         | 2325           | 99,9%    |
| угорці         | 2              | 0,1%     |
| німці          | 1              | < 0,1%   |

Рідною мовою назвали:
| Мова      | Кількість осіб | Відсоток |
| --------- | -------------- | -------- |
| румунська | 2325           | 99,9%    |
| угорська  | 2              | 0,1%     |
| німецька  | 1              | < 0,1%   |

Склад населення комуни за віросповіданням:
| Релігія       | Кількість осіб | Відсоток |
| ------------- | -------------- | -------- |
| православні   | 2323           | 99,8%    |
| римо-католики | 2              | 0,1%     |
| п'ятдесятники | 2              | 0,1%     |
| старообрядці  | 1              | < 0,1%   |